# Katharina von Arx
Edith Katharina Drilhon-von Arx (* 5. April 1928 in Niedergösgen; † 25. Oktober 2013 in Romainmôtier) war eine Schweizer Schriftstellerin und Journalistin. 

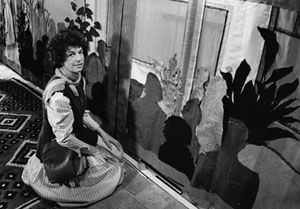
Katharina von Arx im Jahr 1985

## Biographie
Von Arx wurde in Niedergösgen geboren und zog mit ihrer Familie 1933 nach Zürich. Dort schloss sie 1947 die Handelsschule ab. Von 1952 bis 1953 studierte sie Kunst in Wien; bald darauf begab sie sich auf eine Weltreise, über die sie in ihrem Buch Nehmt mich bitte mit! Eine Weltreise per Anhalter berichtet. 
Von Arx war verheiratet mit dem Journalisten und Fotografen Freddy Drilhon, mit dem sie eine Tochter hatte, die 1958 geboren wurde. 1959 erwarb die Familie das Priorenhaus in Romainmôtier im Kanton Waadt, das sie in jahrelanger Arbeit restaurierte und in dem von Arx bis zu ihrem Tod lebte. Der Nachlass des Ehepaars befindet sich seit 2019 im Archiv zur Geschichte der schweizerischen Frauenbewegung der Gosteli-Stiftung in Worblaufen.

## Auszeichnungen
Von Arx erhielt 1975 den Kulturpreis des Kantons Solothurn und 1976 den Förderpreis Olten; ferner erhielt sie diverse Werkbeiträge von Stiftungen, Bund und Kanton.

## Publikationen
- Nehmt mich bitte mit! Eine Weltreise per Anhalter (1956)
- Nichts hat mich die Welt gekostet. Jugendbuch (1957)
- Inselabenteuer. Streifzüge durch die Inselwelt Australiens. Jugendbuch (1960)
- Meine Inselabenteuer. (1961)
- Mein Luftschloss auf Erden. Biographischer Roman (1975)
- Mein Luftschloss auf Erden. Erweiterte Neuausgabe (1981)
- Mein Tagebuch zum "Luftschloss auf Erden". Auszüge (1982)
- Mein Luftschloss in Wolken: Die Fortsetzung von „Mein Luftschloss auf Erden“.  (1988)
- Ich bin gern schuld an meinem Glück: Satiren und Geschichten. (1977)
- Engel aus der Schreibmaschine. (1979)
- Als er noch da war. Roman (1983)

## Dokufiktion
- Wilfried Meichtry: Bis ans Ende der Träume. 2018.[3][4]